# Малая Медведица
Ма́лая Медве́дица (лат. Ursa Minor) — околополярное созвездие Северного полушария неба. Занимает на небе площадь в 255,9 квадратного градуса и содержит 25 звёзд, видимых невооружённым глазом.
В Малой Медведице в настоящее время находится Северный полюс мира, на угловом расстоянии 40' от Полярной звезды. В 2103 году в результате прецессии это расстояние уменьшится до 27’37".

## Звёзды
Наиболее яркие звёзды созвездия:
- Полярная звезда (α UMi). Звёздная величина 2,03
- Кохаб (β UMi). Видимая звёздная величина 2,08m. В период приблизительно с 2000 года до н. э. по 500 год до н. э. Кохаб была самой близкой к Северному полюсу мира яркой звездой и играла роль полярной звезды, что отражено в её арабском названии Кохаб-эль-Шемали (Звезда Севера).
- Феркад (γ UMi). Звёздная величина 3,05m.
- Йильдун (δ UMi). Видимая звёздная величина 4.36m.
- Уроделус (ε UMi). Также Цирциторес. Видимая звёздная величина 4,20m.
- Алиф аль Фаркадин (ζ UMi). Видимая звёздная величина 4,274m.
- Анвар аль Фаркадин (η UMi). Также Алласо. Видимая звёздная величина 4,956m.

## Астеризмы
Астеризм Малый Ковш образует характерную запоминающуюся фигуру на небе. Включает семь звёзд — α (Полярная), β (Кохаб), γ (Феркад), δ, ε, ζ и η Малой Медведицы. Малый Ковш напоминает формой астеризм Большой Ковш, расположенный недалеко в созвездии Большая Медведица.
Пара крайних звёзд Ковша (Кохаб и Феркад) представляют собой астеризм Стражи Полюса.

## История

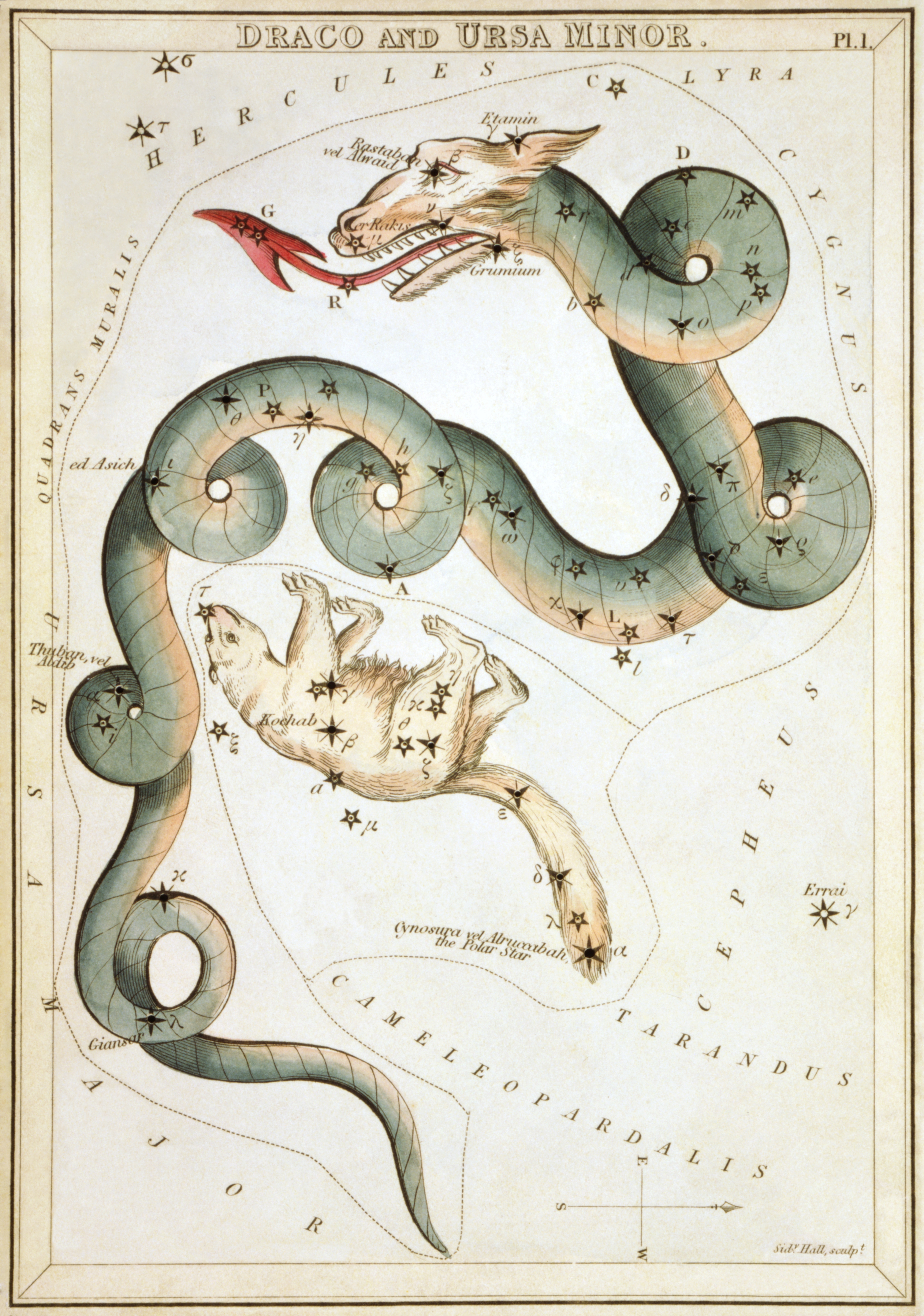
Малая Медведица в окружении Дракона из атласа Зеркало Урании

По утверждению Гая Юлия Гигина, в античную астрономию это созвездие ввёл Фалес Милетский, включив его в каталог звёздного неба Клавдия Птолемея «Альмагест».
Греки считали созвездие Большой Медведицы нимфой Каллисто, а Малую Медведицу — её собакой. Согласно греческим мифам, Зевс соблазнил нимфу Артемиды, Каллисто. Она родила сына Аркада. Спасая нимфу и своего ребёнка от мести, Зевс перенёс их на небо, Каллисто — Медведицей, а сына — Волопасом.
С Малой Медведицей связана и легенда о рождении Зевса. Чтобы спасти своего сына от отца Кроноса, поедавшего своих детей, богиня Рея унесла Зевса на вершину горы Иды, в священную пещеру, и оставила на попечение нимфам и их матери Мелиссе (или двум нимфам Мелиссе и Киносуре). В благодарность Зевс позднее вознёс на небо Мелиссу в виде Большой и Киносуру в виде Малой Медведицы. В ранних версиях мифа Мелисса и Киносура — медведицы, позже трансформировавшиеся в нимф. На старинных картах Малая Медведица (или только Полярная звезда) иногда именуется Киносурой («хвостом собаки»).
Так же эти легенды объясняли почему Медведицы, Большая и Малая, с хвостами: по легенде Зевс сначала превратил нимф в медведей, а потом за хвосты вытащил их на небо, вытянув их.
По версии Арата, созвездие именовалось «Малой Колесницей», имея сходство с «Большой Колесницей» (Большой Медведицей).
Финикийцы, лучшие мореплаватели ранней античности, использовали созвездие в навигационных целях. Они заметили неподвижность созвездия в северной части неба и использовали этот факт для хождения по Средиземному морю, что позволило им господствовать в морях на протяжении почти 1000 лет. Поэтому Полярную звезду называли «финикийской» или «финикиянкой».
Народы Казахстана называли Полярную звезду «железным гвоздём» (Темир-Казык), вбитым в небо, а в остальных звёздах Малой Медведицы видели привязанный к этому гвоздю аркан, надетый на шею Коня (созвездие Большой Медведицы).
Арабы принимали звёзды Малой Медведицы за всадников, а персы видели в ней семь плодов финиковой пальмы.
Индийцы ассоциировали созвездие с обезьянкой, которая вращается вокруг полюса мира, уцепившись за него хвостом.
У римлян носило имя «Спартанские собаки».
Юлиус Шиллер в своём атласе «Христианское звёздное небо» 1627 года поместил созвездие под именем «Архангел Михаил».
В Древнем Вавилоне созвездие изображали в виде леопарда.

## Интересные объекты
В этом созвездии есть два интересных объекта:
- Малая Медведица (карликовая галактика)— карликовая эллиптическая галактика, открытая в 1954 году Альбертом Уилсоном. Находится на расстоянии 200 000 св. л. и имеет видимую звёздную величину равную 11,9m. Большинство звёзд— старые, и в галактике практически отсутствует звездообразование. Информация, предоставленная космическим телескопом Хаббл в 1999 году подтвердила, что 14 млрд лет назад в галактике был период звездообразования, продлившийся 2 млрд лет.
- Калвера (1RXS J141256.0+792204)— нейтронная звезда, открытая в 2007 году астрономами университета штата Пенсильвания (США) и канадского университета Макгилла. Звезда была обнаружена по излучению в рентгеновском диапазоне. Семь изолированных нейтронных звёзд, обнаруженных ранее, известны как Великолепная семёрка. По этой причине Калвера получила своё название по имени одного из персонажей из фильма «Великолепная семёрка»

## Поиск на небе

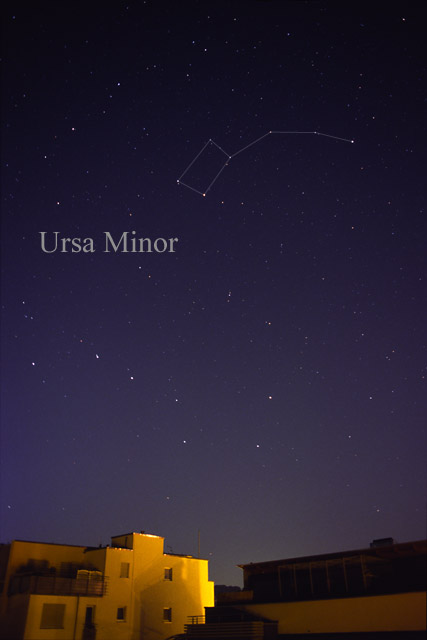
Малая и Большая Медведица

Созвездие видно на всей территории России круглый год. Чтобы найти Полярную звезду (α Малой Медведицы), нужно мысленно продолжить отрезок между Мераком (β Большой Медведицы) и Дубхе (α Большой Медведицы) на расстояние, в 5 раз превышающее его длину. В самых северных районах России часть созвездия кульминирует в области зенита, а на остальной её территории созвездие всё время находится целиком на севере.